# Polykorie

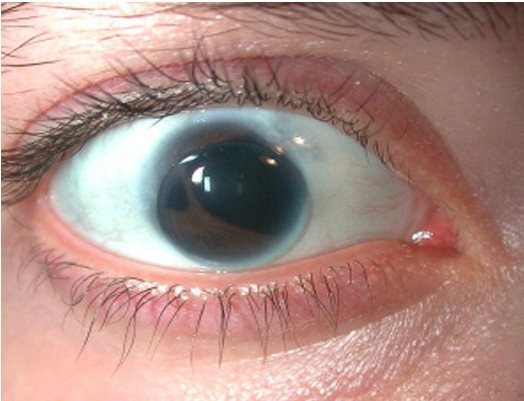
Polykorie bei einem Patienten mit Axenfeld-Rieger-Syndrom.

Polykorie (griechisch πολυ poly ‚viel‘ und κόρη kóre ‚Pupille‘) ist eine Erkrankung des Auges, bei der in der Iris mehrere Pupillen vorhanden sind. Das Krankheitsbild kann auf einer angeborenen Fehlbildung beruhen, dann teilweise auch mit mehreren Pupillenschließmuskeln. Eine Polykorie kann aber auch auf Verletzungen oder atrophierende Erkrankungen der Iris zurückzuführen sein.